# Katrinebjerg
Katrinebjerg er et kvarter i bydelen Christiansbjerg beliggende i det nordlige Aarhus.
Kvarteret er bl.a. hjemsted for Institut for Informations- og Medievidenskab (en del af Institut for Æstetik og Kommunikation) og Institut for Datalogi, begge tilknyttet Aarhus Universitet. Yderligere findes her undervisningslokaler, auditorier og flere store IT-virksomheder. Alle institutionerne går samlet under navnet IT-byen Katrinebjerg.

## Historie
Katrinebjerg var en gård i byens købstadslanddistrikt. I begyndelsen af det 20. århundrede begyndte Aarhus at brede sig med forstæder også i denne retning, og der udviklede sig mere eller mindre samlede villabebyggelser med navne som "Kristiansbjærg" og "Katrinebjærg".
I takt med, at bebyggelsen blev fortættet, anlagdes to ringveje: en indre ringvej mellem Christiansbjerg og Aarhus' Indre By forbi Aarhus Universitet og sygehus, og en ydre ringvej mellem Christiansbjerg og Skejby. Bydelen fik en skole og et stadion. Bebyggelsen bestod af en blanding af parcelhuse og etageboliger.

## Erhverv på Katrinebjerg
Der findes et stort antal virksomheder og organisationer i IT-byen Katrinebjerg. Herunder er beskrevet nogle af de mest markante.

### INCUBA Science Park Katrinebjerg
INCUBA Science Park Katrinebjerg (tidl. IT-Huset Katrinebjerg) er en del af IT-byen Katrinebjerg. INCUBA huser op mod 100 IT-virksomheder, lige fra den helt lille enkeltmands virksomhed til afdelinger af store multinationale virksomheder.

### IT-Forum Midtjylland
IT-Forum Midtjylland er en interesseorganisation for IT interesserede virksomheder. IT-Forum har sekretariat i INCUBA.

### Innovationlab
Innovationlab formidler viden om Pervasive Computing og udvikling på IT-området gennem samarbejde mellem private virksomheder og uddannelsesinstitutione.

### Aarhus Universitet
Aarhus Universitet er repræsenteret i IT-byen med det tidligere Institut for Informations og Medievidenskab, som nu efter sammenlægningen af institutterne på AU er en del af Institut for Æstetik og Kommunikation.
Yderligere holder datalogistudierne samt de IT/elektronik-orienterede ingeniørlinjer til i området.

### CAVI
CAVI (Center for Avanceret Visualisering og Interaktion) er et tværfagligt forskningscenter under Aarhus Universitet.

### Alexandra Instituttet
Alexandra Instituttet er en almennyttig virksomhed, der arbejder med anvendelsesorienteret it-forskning. Instituttets fokus ligger på pervasive computing og forskningsbaseret, brugerdreven innovation. Alexandra Instituttet er et godkendt teknologisk serviceinstitut (GTS).

### Væksthus Midtjylland
Hos Væksthus Midtjylland er det muligt for nystartede virksomheder at få udarbejdet deres vækstplan. Væksthus Midtjylland er operatør på en række af Vækstforum i Region Midtjyllands udviklingsprogrammer med tilskud til vækstpotentielle virksomheders køb af specialiseret rådgivning. Det er for eksempel muligt at få kontor i huset, og dertil bliver der også arrangeret workshops med mere.